# Elettrodo di terza specie
L'elettrodo di terza specie (o elettrodo redox) è un semielemento galvanico costituito da un metallo inerte immerso in una soluzione contenente due stesse specie ioniche in differente stato di ossidazione. Un esempio pratico è rappresentato da una lamina di platino parzialmente immersa in una soluzione contenente ioni Fe3+/Fe2+, semielemento schematizzato:
Pt(s) | Fe3+(aq); Fe2+(aq)
e caratterizzato dalla semireazione:
Fe3+ + e- → Fe2+
Applicando l'equazione di Nernst, è possibile ricavare il potenziale di elettrodo, che nel caso relativo al precedente esempio fornisce a 25 °C:
{\displaystyle E=E^{o}+{\frac {0.05916}{n}}\log {\biggl (}{\frac {[Fe^{3+}]}{[Fe^{2+}]}}{\biggr )}}
dove:
- n è il numero di elettroni scambiati nella reazione di ossidoriduzione;
- E° è il potenziale standard di riduzione della coppia redox Fe3+(aq)/Fe2+(aq).